# Heinrich von Mosch
Martin Georg Erich Heinrich von Mosch (* 31. Oktober 1930 in Lübben; † 20. Oktober 2014 in Rottach-Egern) war ein deutscher Regierungsbeamter.

## Werdegang
Heinrich von Mosch entstammte dem Adelsgeschlecht Mosch und wurde als Sohn des Landesbestallten und späteren Landsyndikus der Niederlausitz Erich Rudolf von Mosch (* 4. November 1879 in Berlin; † 26. April 1945 in Lübben) und dessen Frau Margarethe geb. Freiin von Manteuffel (* 22. April 1887 in Münster in Westfalen; † 8. Juni 1975 in München; Tochter von General Kurt von Manteuffel) geboren. Nach dem Zweiten Weltkrieg zog seine Familie nach Bayern. Mosch besuchte das Gymnasium in Traunstein und studierte an der Ludwig-Maximilians-Universität München Rechts- und Staatswissenschaften. 1958 begann er seine berufliche Laufbahn im bayerischen Verwaltungsdienst. Zuerst war er bei den Landratsämtern in Mühldorf am Inn und Dachau tätig. Danach wechselte er nach München in das Bayerische Staatsministerium des Innern, wo er zehn Jahre lang für die Pressearbeit und die Zusammenarbeit des Ministeriums mit dem Bayerischen Landtag verantwortlich war. Von 1973 bis 1975 war er hinter Adam Deinlein Regierungsvizepräsident von Oberbayern und vom 1. Februar 1975 bis 31. Oktober 1995 Regierungspräsident von Mittelfranken.
Als solcher war er von Amts wegen Vorsitzender des 1830 gegründeten Historischen Vereins für Mittelfranken. Er gab Die Memoiren des Karl Heinrich Ritters von Lang neu heraus (Palm und Enke, Erlangen 1984). Daneben war er seit 1983 Vorsitzender des Kuratoriums der Universität Erlangen-Nürnberg. Seit 1977 war er Bezirksvorsitzender von Mittelfranken des Volksbundes Deutsche Kriegsgräberfürsorge, vier Jahre Vorsitzender und dann Ehrenvorsitzender des Landesverbandes Bayern.
1963 heiratete er Marion Gräfin von Walderdorff (* 1936), jüngstes von drei Kindern des Wilderich Graf von Walderdorff (1899–1969) und der Irmgard geb. Freiin von Berlichingen-Jagsthausen (1905–1992). Heinrich von Mosch starb am 20. Oktober 2014, wenige Tage vor seinem 84. Geburtstag.
G

## Ehrungen
- 1976: Verdienstkreuz am Bande des Verdienstordens der Bundesrepublik Deutschland
- 1980: Bayerischer Verdienstorden[6]
- 1984: Verdienstkreuz 1. Klasse des Verdienstordens der Bundesrepublik Deutschland
- 1994: Ehrendoktor (Dr. phil. h. c.) der Universität Erlangen-Nürnberg „in Anerkennung seiner wissenschaftlichen Arbeiten sowie seiner Verdienste um die Geschichtswissenschaft, insbesondere die Fränkische Landesgeschichte“
- 1995: Großes Verdienstkreuz des Verdienstordens der Bundesrepublik Deutschland